# Wybory do Parlamentu Europejskiego we Włoszech w 1999 roku

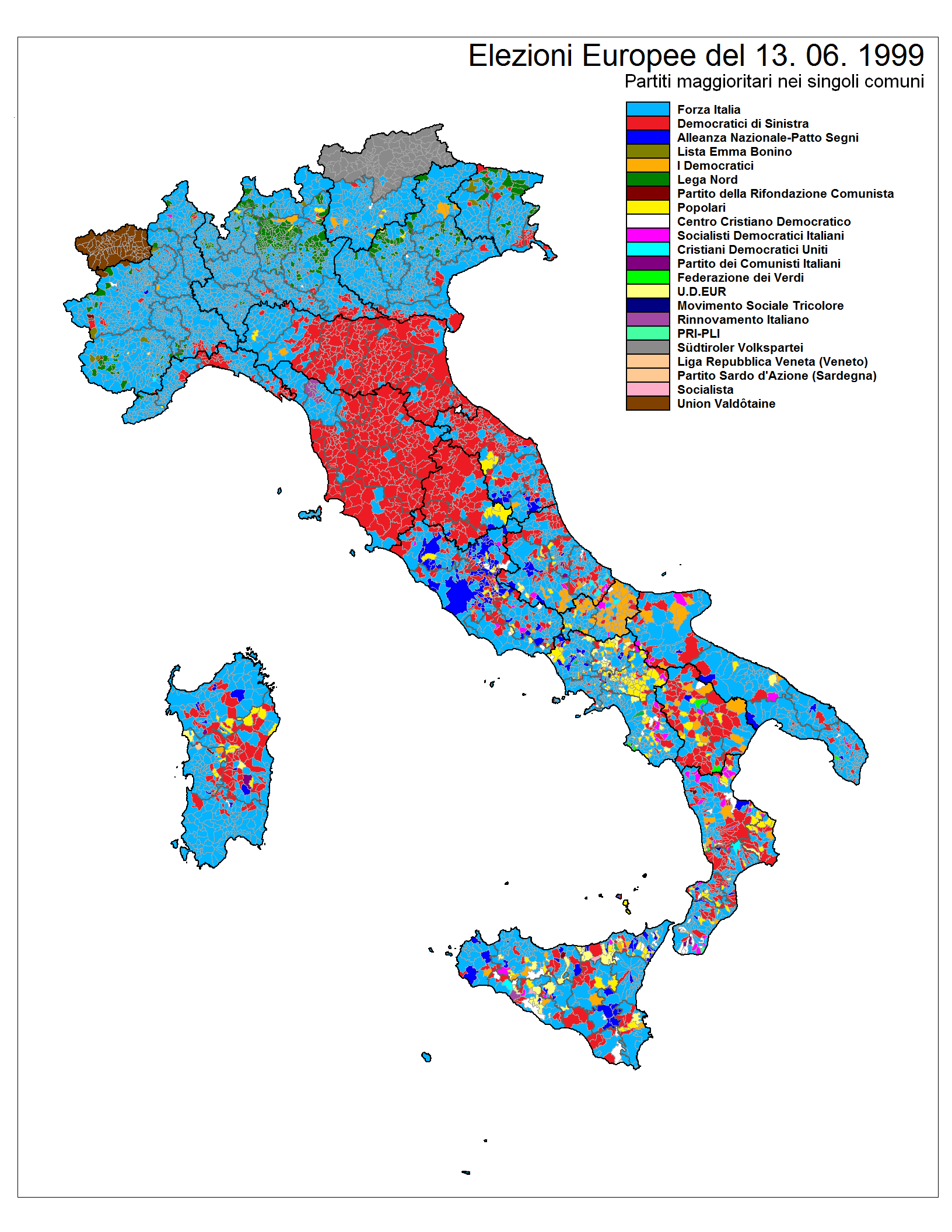
Zwycięzcy wyborów w poszczególnych gminach

Wybory do Parlamentu Europejskiego V kadencji we Włoszech zostały przeprowadzone 13 czerwca 1999.

## Wyniki wyborów
| Lista wyborcza                                             | Głosy    | %      | Mandaty |
| ---------------------------------------------------------- | -------- | ------ | ------- |
| Forza Italia                                               | 7,8 mln  | 25,17% | 22      |
| Demokraci Lewicy                                           | 5,4 mln  | 17,3%  | 15      |
| Sojusz Narodowy i Pakt Segniego                            | 3,2 mln  | 10,3%  | 9       |
| Lista Emmy Bonino                                          | 2,6 mln  | 8,5%   | 7       |
| Demokraci                                                  | 2,4 mln  | 7,7%   | 7(6)    |
| Liga Północna                                              | 1,4 mln  | 4,5%   | 4       |
| Odrodzenie Komunistyczne                                   | 1,3 mln  | 4,3%   | 4       |
| Włoska Partia Ludowa                                       | 1,3 mln  | 4,2%   | 4       |
| Centrum Chrześcijańsko-Demokratyczne                       | 0,8 mln  | 2,6%   | 2       |
| Włoscy Demokratyczni Socjaliści                            | 0,7 mln  | 2,2%   | 2       |
| Zjednoczeni Chrześcijańscy Demokraci                       | 0,7 mln  | 2,2%   | 2       |
| Włoscy Komuniści                                           | 0,6 mln  | 2,0%   | 2       |
| Federacja Zielonych                                        | 0,55 mln | 1,8%   | 2       |
| UDEUR                                                      | 0,5 mln  | 1,6%   | 1       |
| Trójkolorowy Płomień                                       | 0,5 mln  | 1,6%   | 1       |
| Odnowienie Włoskie – Lista Diniego                         | 0,35 mln | 1,1%   | 1       |
| Partia Emerytów                                            | 0,2 mln  | 0,8%   | 1       |
| Włoska Partia Republikańska i Federacja Włoskich Liberałów | 0,2 mln  | 0,5%   | 1       |
| Południowotyrolska Partia Ludowa                           | 0,15 mln | 0,5%   | 0(1)    |
| Razem                                                      |          |        | 87      |